# Aspen Springs
Aspen Springs – jednostka osadnicza w Stanach Zjednoczonych, w stanie Kalifornia, w hrabstwie Mono.